# Como abeja al panal
"Como abeja al panal" es una canción del cantautor dominicano Juan Luis Guerra lanzada en 1990 y sirvió como el sencillo principal de su quinto álbum de estudio Bachata Rosa (1990). Es una canción que cuenta la historia de un amor prohibido. La primera parte de la pista es una bachata con elementos de bolero, la segunda se destaca por el cambio de ritmo a salsa y en la parte final se destaca por volver al ritmo de bachata. Fue uno de los primeros éxitos internacionales de Guerra y ayudó a contribuir a la sofisticación de la bachata junto con Estrellitas y Duendes y Bachata Rosa. El éxito de la pista demostró que la música tropical puede ser divertida, bailable y comercial, y al mismo tiempo, ingeniosa y compleja.

## Lista de canciones
1. "Como Abeja Al Panal" - 4:09[6]
2. "Woman del Callao" - 4:23

## Listas
| Listas (1990)                     | Posición |
| --------------------------------- | -------- |
| Dutch Songs (Mega Single Top 100) | 55       |
| Puerto Rico Airplay (UPI)         | 2        |
| Puerto Rico Latin LPS (Caja)      | 3        |
| Hot Latin Songs (Billboard)       | 35       |
| Venezuela Airplay (UPI)           | 5        |